# Jeanricner Bellegarde
Jeanricner Bellegarde, né le 27 juin 1998 à Colombes (Hauts-de-Seine), est un footballeur franco-haïtien qui évolue au poste de milieu de terrain aux Wolverhampton Wanderers.

## Biographie

### Carrière en club

#### RC Lens
Le 29 juillet 2016, il joue son premier match professionnel avec le Racing Club de Lens sur la pelouse des Chamois niortais FC. Il se fait remarquer contre le Stade de Reims (1-1, 12e journée de Ligue 2) en délivrant une passe décisive à Viktor Klonaridis. Souvent présent avec l'équipe réserve, il a également participé à l’aventure des moins de 19 ans en Coupe Gambardella, qui s'achèvera par une finale perdue face à l'AS Monaco de Kylian Mbappé.  
Lors de l'exercice 2017-2018, il profite de l'arrivée d’Éric Sikora, qui le connaissait déjà bien pour l’avoir eu sous sa coupe en réserve, pour s'installer dans le onze de départ. Il est même promu capitaine à quelques occasions. Le 18 septembre 2017, il inscrit son premier but face à l'US Quevilly-Rouen Métropole. 
Lors de la saison 2018-2019, il marque un but en ouverture face à l'US Orléans mais perd petit à petit sa place de titulaire. Il la regagne sur la fin de saison et inscrit coup sur coup, dans les deux dernières journées du championnat, un but face à l'AC Ajaccio puis un doublé face à l'US Orléans pour assurer la place du Racing en barrages d'accession à la Ligue 1.

#### RC Strasbourg
Après avoir passé trois ans en tant que joueur professionnel dans son club formateur, il passe sa visite médicale au Racing club de Strasbourg début juillet 2019.
Le 2 juillet il signe son contrat d'une durée de quatre ans, acheté 2 millions d'euros + pourcentage de revente.
le 21 novembre 2021, il inscrit un coup franc décisif à la dernière minute contre Reims, qui permet à Strasbourg d'arracher le point du match nul.
Le 2 septembre, il quitte le RC Strasbourg pour rejoindre Wolverhampton pour 15 millions d’euros.

## Statistiques
| Saison                   | Club                     | Championnat              | Championnat | Championnat | Championnat | Coupe(s) nationale(s) | Coupe(s) nationale(s) | Coupe(s) nationale(s) | Compétition(s) continentale(s) | Compétition(s) continentale(s) | Compétition(s) continentale(s) | Compétition(s) continentale(s) | Total | Total | Total |
| Saison                   | Club                     | Division                 | M.          | B.          | P.d.        | M.                    | B.                    | P.d.                  | Comp.                          | M.                             | B.                             | P.d.                           | M.    | B.    | P.d.  |
| 2016-2017                | RC Lens                  | Ligue 2                  | 9           | 0           | 1           | 2                     | 2                     | -                     | -                              | -                              | -                              | -                              | 11    | 2     | 1     |
| 2017-2018                | RC Lens                  | Ligue 2                  | 25          | 1           | 0           | 6                     | 0                     | -                     | -                              | -                              | -                              | -                              | 31    | 1     | 0     |
| 2018-2019                | RC Lens                  | Ligue 2                  | 21          | 4           | 0           | 6                     | 1                     | -                     | -                              | -                              | -                              | -                              | 27    | 5     | 0     |
| Sous-total               | Sous-total               | Sous-total               | 55          | 5           | 1           | 12                    | 1                     | 0                     | -                              | -                              | -                              | -                              | 67    | 6     | 1     |
| 2019-2020                | RC Strasbourg            | Ligue 1                  | 24          | 0           | 0           | 3                     | 1                     | -                     | C3                             | 3                              | 0                              | 0                              | 30    | 1     | 0     |
| 2020-2021                | RC Strasbourg            | Ligue 1                  | 35          | 1           | 1           | 1                     | 0                     | -                     | -                              | -                              | -                              | -                              | 36    | 1     | 1     |
| 2021-2022                | RC Strasbourg            | Ligue 1                  | 36          | 2           | 3           | 2                     | 0                     | -                     | -                              | -                              | -                              | -                              | 38    | 2     | 3     |
| 2022-2023                | RC Strasbourg            | Ligue 1                  | 30          | 2           | 6           | 1                     | 0                     | -                     | -                              | -                              | -                              | -                              | 31    | 2     | 6     |
| 2023-2024                | RC Strasbourg            | Ligue 1                  | 3           | 2           | 2           | 0                     | 0                     | -                     | -                              | -                              | -                              | -                              | 3     | 2     | 2     |
| Sous-total               | Sous-total               | Sous-total               | 128         | 7           | 10          | 6                     | 1                     | 0                     | -                              | 3                              | 0                              | 0                              | 137   | 8     | 10    |
| 2023-2024                | Wolverhampton Wanderers  | Premier League           | 22          | 2           | 1           | 2                     | 0                     | 0                     | -                              | -                              | -                              | -                              | 24    | 2     | 1     |
| 2024-2025                | Wolverhampton Wanderers  | Premier League           | 35          | 2           | 7           | 4                     | 0                     | 0                     | -                              | -                              | -                              | -                              | 39    | 2     | 7     |
| Sous-total Wolverhampton | Sous-total Wolverhampton | Sous-total Wolverhampton | 57          | 4           | 8           | 8                     | 0                     | 0                     | -                              | 0                              | 0                              | 0                              | 65    | 4     | 8     |
| Total sur la carrière    | Total sur la carrière    | Total sur la carrière    | 198         | 14          | 22          | 17                    | 2                     | 0                     | -                              | 3                              | 0                              | 0                              | 218   | 16    | 22    |

### Carrière internationale
Il reçoit deux sélections en 2017 lors de matchs amicaux : contre l'Italie -19 ans, puis contre le Maroc -20 ans.